# Leopold Barschandt
Leopold Barschandt (1925. augusztus 12. – 2000. október 5.) osztrák labdarúgóhátvéd.
Az osztrák válogatott színeiben részt vett az 1954-es és az 1958-as labdarúgó-világbajnokságon.